# Neuer Weg 10 (Quedlinburg)

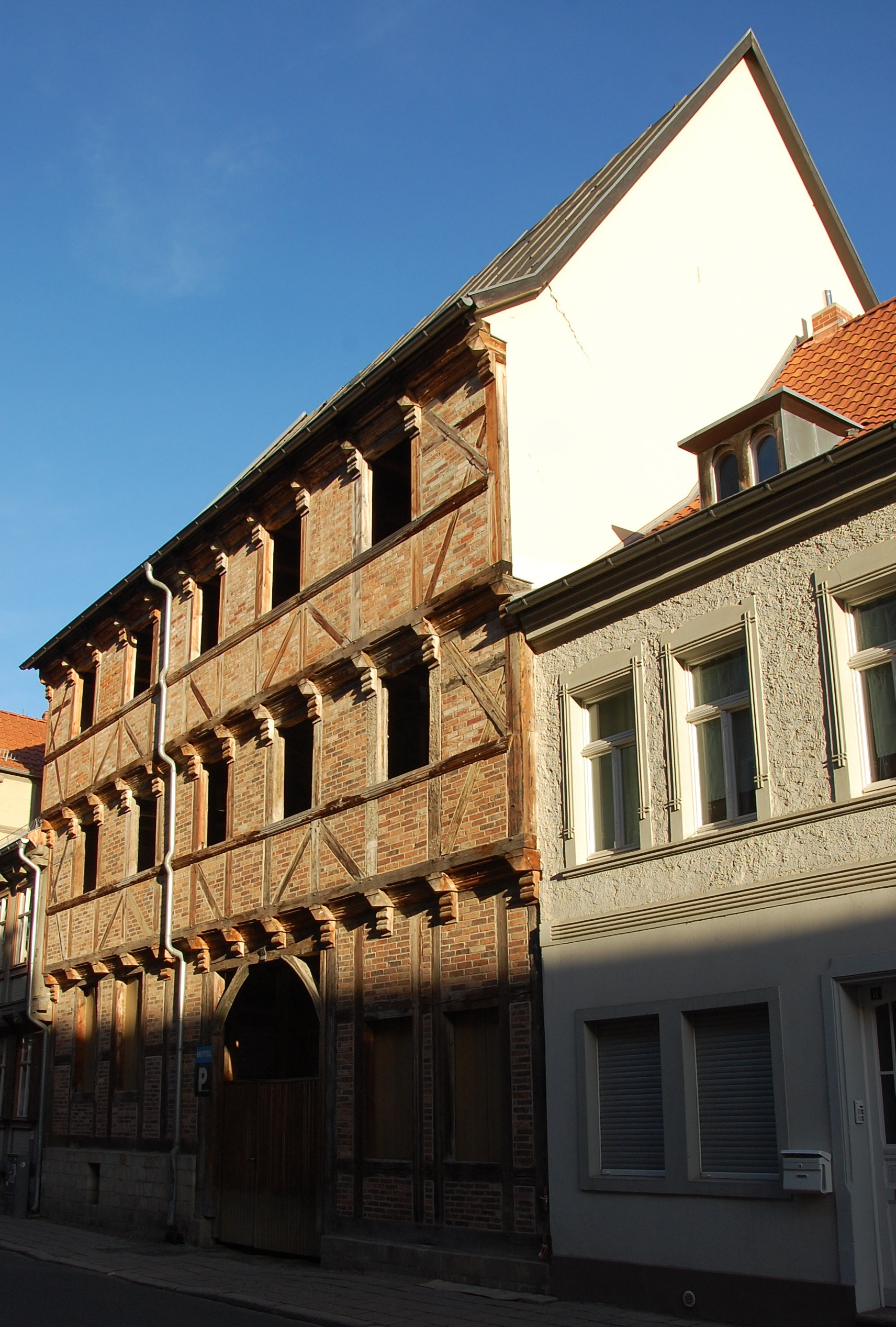
Haus Neuer Weg 10

Das Haus Neuer Weg 10 ist ein denkmalgeschütztes Gebäude in Quedlinburg in Sachsen-Anhalt.

## Lage
Das im Quedlinburger Denkmalverzeichnis als Ackerbürgerhaus eingetragene Gebäude befindet sich südlich der historischen Quedlinburger Altstadt, auf der Ostseite des Neuen Wegs. Nördlich grenzt das gleichfalls denkmalgeschützte Haus Neuer Weg 9 an.

## Architektur und Geschichte
Das große dreigeschossige Fachwerkhaus entstand in der Zeit um 1690. Die Verzierung des breiten Gebäudes besteht zum Teil aus moderneren Elementen wie Pyramidenbalkenköpfen, Schiffskehlen und Fasungen sowie aus älteren Knaggenformen. Die Tordurchfahrt des Hauses ist mit Segmentbögen gebildet und verfügt über ein Tor mit kassettierten Flügeln. Darüber hinaus bestanden Fensterläden aus der Zeit um 1800.
Derzeit (Stand 2013) befindet sich das Gebäude in einem teilsanierten Zustand.